# Kalimeneng
Kalimeneng is een bestuurslaag in het regentschap Purworejo van de provincie Midden-Java, Indonesië. Kalimeneng telt 1155 inwoners (volkstelling 2010).